# Anitas Livs
Anitas Livs ist eine schwedische Frauenband, die dem Genre World Music zugerechnet wird.

## Bandgeschichte
Die Gruppe wurde 1987 von Anita Livstrand (* 23. November 1953 in Enskede, Stockholm) gegründet. Livstrand hatte bereits seit den 1970er Jahren bei verschiedenen Bands mitgewirkt und 1978 auch ein Solo-Album (Mötet) veröffentlicht. Die Formation Anitas Livs bestand anfangs aus Livstrand, Lise-Lotte Norelius und Marianne N’lemvo. 1992 ersetzte Monica Aslund die ausgeschiedene N'lemvo, verließ die Gruppe aber nach der Einspielung von zwei Alben 1999 wieder.
Die Gruppe, die seitdem als Duo auftritt, verzichtet seit jeher auf Gitarren und Keyboards, so dass die Musik überwiegend von Perkussion und teils folkloristischem Gesang (Joik) geprägt ist. Über digitale Perkussionsinstrumente bedienen sich die Musikerinnen auch der Sampling-Technologie. Auf dem Album Ugh! von 1993 hat die Gruppe Titel von Bessie Smith auf diese Weise interpretiert. In den 1990er Jahren waren Anitas Livs verschiedentlich auch in Deutschland zu sehen. Seit 2001 ist die Gruppe nicht mehr bedeutend in Erscheinung getreten.

## Diskografie
Alben
- 1993: Ugh! (Slask Records)
- 1995: Wild World Web (Slask Records)